# Bilichilda
Bilichilda také Bilichildis, Bilichilde či Blithilde (654? - 675 Chelles) byla franská královna, manželka Childericha II., krále Neustrie a Burgundska. Jejich svatba proběhla v roce 668 navzdory nesouhlasu Leodegara, biskupa z Autun.

## Životopis
Bilichilda byla dcerou krále Sigeberta III. a královny Chimnechildy z Burgundska. Byla také vnučkou krále Dagoberta I. a jeho konkubíny Ragnétrudy. Jejími sourozenci byli Dagobert II. a Childebert Adoptovaný. V manželství s Childerichem měla dvě děti, prince Dagoberta a krále Chilpericha II.
Childerich se v roce 673 stal jediným králem Franků. Na loveckém výletu v logneském lese poblíž Chelles byla Bilichilda spolu se svým manželem a nejstarším synem, pětiletým Dagobertem, zavražděna Bodilem, Amalbertem a Ingobertem, kteří byli skupinou nespokojených Neustrijců. Královská rodina byla pohřbena v klášteře Saint-Germain-des-Prés v Paříži. V roce 1645 zde byla objevena Dagobertova a její hrobka. Obě hrobky byly následně odcizeny, včetně jejich ostatků.
Její mladší syn Daniel byl umístěn do kláštera z něhož byl po čtyřiceti letech odvolán majordomem královského paláce Ragefridem, aby vládl franské říši jako Chilperich II.